# Reinhold Wilhelm von Essen

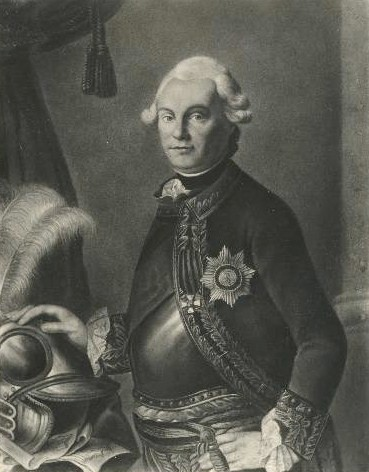
Reinhold Wilhelm von Essen (um 1775)

Reinhold Wilhelm von Essen (russisch Рейнгольд Вильгельм фон Эссен; Рейнгольд-Вильгельм Иванович Эссен; * 23. Augustjul. / 3. September 1722greg. in Pöddes; † 26. Dezember 1787jul. / 6. Januar 1788greg. in Reval) war ein russischer Generalleutnant.

## Leben

### Herkunft und Familie
Reinhold Wilhelm war ein Angehöriger der 1643 in den schwedischen Adelsstand nobilitierten estländischen Familie von Essen.
Seine Eltern waren der estländische Landrat Klaus Gustav von Essen († 1744) und Lunetta, geborene von Rohr aus dem Hause Suida in Ingermanland, verwitwete von Rehbinder († 1752).
Er vermählte sich 1754 in erster Ehe mit der Erbin des estländischen Gutes Kiwidepäh, Anna Eleonora, geborene von Saß (1734–1765). Verwitwet trat er 1770 mit Charlotta Eleonora von Stiernhielm (1748–1818) ein weiteres Mal in der Stand der Ehe. Aus beiden Ehen gingen insgesamt neun Kinder hervor, darunter der Zivilgouverneur von Estland, Otto Wilhelm von Essen (1761–1834).

### Werdegang
Essen begann seine Laufbahn in der Kaiserlich Russischen Armee 1738 als Reiter im Regiment Garde zu Pferde in St. Petersburg. Bei diesem Regiment nahm er am Feldzug in Finnland teil und avancierte 1751 zum Leutnant. Aus Gesundheitsgründen wurde er 1753 zur Revaler Garnison versetzt und wechselte später zum Leibkürassier-Regiment. Im Jahre 1757 erhielt er seine Beförderung zum Oberst und nahm im Siebenjährigen Krieg an den Schlachten bei Zorndorf, Palzig und Kunersdorf teil, wo er zuletzt schwer verwundet wurde. Unter Peter III. stieg er zum Generalmajor und Chef des Narwaer Kürassier-Regiments auf. Er diente seit 1763 bei der Estländischen Division, wo er 1771 mit seinem Aufstieg zum Generalleutnant auch Kommandeur wurde. In den Jahren 1771 bis 1772 führte er als Kommandeur ein Korps in der Walachei und nahm an der Belagerung von Zurz teil. Er wurde 1772 Kommandeur eines Reservekorps am Seret und war schließlich seit 1776 Oberkommandant in Reval.
Essen war im Besitz der estländischen Landgüter Kiwidepäh und Hallik sowie Pächter von Randefer auf Ösel.
Essen war außerdem Ritter des St.-Georgs-Orden IV. Klasse und des St.-Alexander-Newski-Ordens.